# 住吉町 (西東京市)
住吉町（すみよしちょう）は、東京都西東京市の町名。現行行政地名は住吉町一丁目から住吉町六丁目。住居表示実施済み区域である。郵便番号は202-0005。

## 地理
西東京市の中央北よりに位置する。町域は三角形に近い形をしており、北は西武池袋線を挟んでひばりが丘北、北東に栄町、南東に泉町、南は西東京市北原町、西は谷戸町、北西はひばりが丘に隣接する。

### 面積と人口
丁目毎の面積 、人口と世帯数、および人口密度は以下の通りである。（2018年（平成30年）1月1日現在）
| 丁目         | 面積    | 人口     | 人口     | 人口     | 世帯数     | 人口密度        | 備考                                 |
| 丁目         | 面積    | 男       | 女       | 計       | 世帯数     | 人口密度        | 備考                                 |
| ------------ | ------- | -------- | -------- | -------- | ---------- | --------------- | ------------------------------------ |
| 住吉町一丁目 | 0.15km2 | 897 人   | 912 人   | 1,809 人 | 785 世帯   | 12,060.0 人/km2 |                                      |
| 住吉町二丁目 | 0.09km2 | 418 人   | 405 人   | 823 人   | 422 世帯   | 9,144.4 人/km2  |                                      |
| 住吉町三丁目 | 0.13km2 | 867 人   | 946 人   | 1,813 人 | 855 世帯   | 13,946.2 人/km2 | ひばりヶ丘駅が所在。商業施設が多い。 |
| 住吉町四丁目 | 0.08km2 | 620 人   | 576 人   | 1,196 人 | 561 世帯   | 14,950.0 人/km2 |                                      |
| 住吉町五丁目 | 0.09km2 | 283 人   | 278 人   | 561 人   | 244 世帯   | 6,233.3 人/km2  |                                      |
| 住吉町六丁目 | 0.11km2 | 461 人   | 433 人   | 894 人   | 440 世帯   | 8,127.3 人/km2  |                                      |
| 計           | 0.65km2 | 3,546 人 | 3,550 人 | 7,096 人 | 3,307 世帯 | 10,916.9 人/km2 |                                      |

### 小・中学校の学区
市立小・中学校に通う場合、学区は以下の通りとなる。
| 丁目         | 街区    | 小学校                   | 中学校                     |
| ------------ | ------- | ------------------------ | -------------------------- |
| 住吉町一丁目 | 4〜20番 | 西東京市立谷戸第二小学校 | 西東京市立ひばりが丘中学校 |
| 住吉町一丁目 | その他  | 西東京市立住吉小学校     | 西東京市立ひばりが丘中学校 |
| 住吉町二丁目 | 全域    | 西東京市立住吉小学校     | 西東京市立ひばりが丘中学校 |
| 住吉町三丁目 | 全域    | 西東京市立住吉小学校     | 西東京市立ひばりが丘中学校 |
| 住吉町四丁目 | 全域    | 西東京市立住吉小学校     | 西東京市立ひばりが丘中学校 |
| 住吉町五丁目 | 全域    | 西東京市立住吉小学校     | 西東京市立明保中学校       |
| 住吉町六丁目 | 全域    | 西東京市立住吉小学校     | 西東京市立ひばりが丘中学校 |

### 地価
2015年現在、町域内に地価公示の標準地は無い。参考として、隣接する谷戸町の住宅地の地価は、2015年（平成27年）7月1日の公示地価によれば、谷戸町3-4-14の地点で24万8000円/m2となっている。

## 歴史
明治以前には、武蔵国新座郡上保谷村および下保谷村に属していた。旧保谷市。なお、上保谷村惣鎮守の尉殿神社や、保谷四軒寺と呼ばれる寺院のうち寳晃院、東禅寺の二つは当町域に所在する。

### 地名の由来
町域にある尉殿神社にちなむ。これは尉殿神社の尉の字が高砂神社の神、住吉・高砂の神を意味すると言う解釈によるものだが、本来、尉殿神社の祭神は住吉の神では無く誤解に基づく命名である。

### 沿革
- 1967年（昭和42年）1月1日 - 保谷市大字上保谷の字又六、字入道、字山合、字上宿、大字下保谷の字中島、字南入の各一部をもって、住吉町を設置する。
- 2001年（平成13年）1月21日 - 保谷市と田無市が合併し西東京市が発足、西東京市住吉町となる。

## 交通

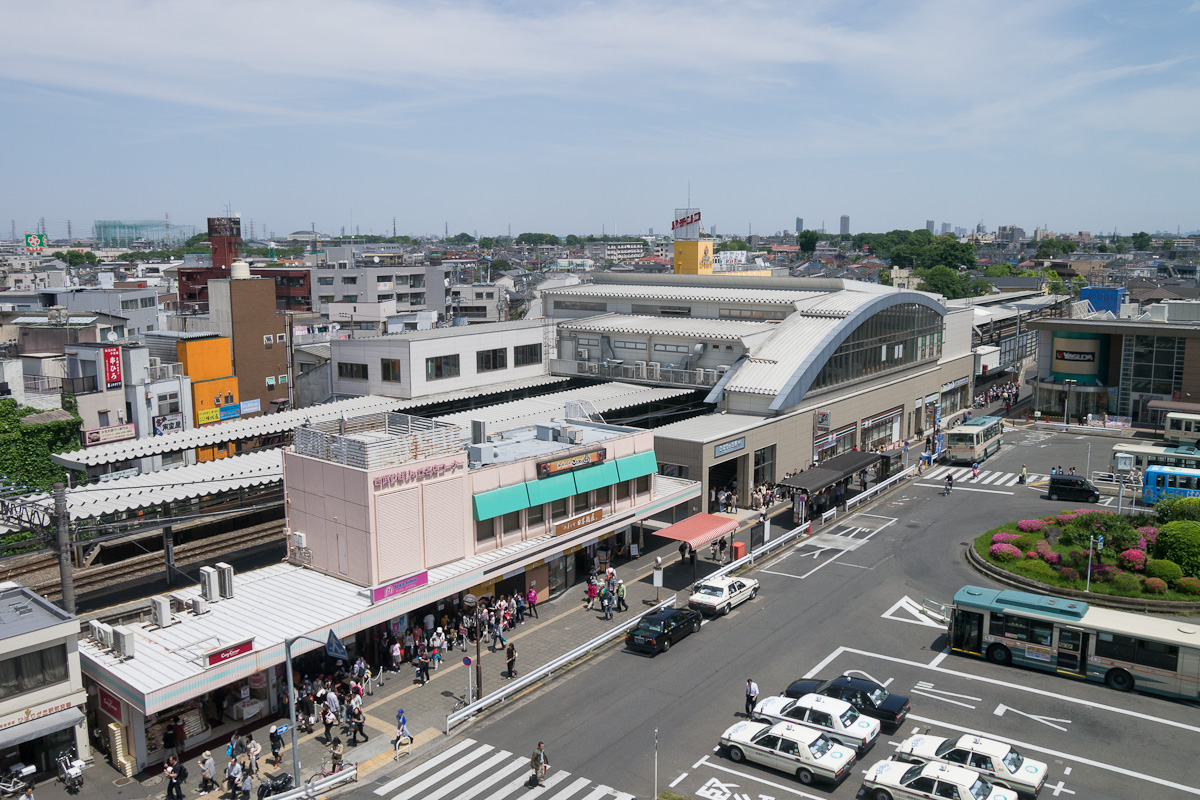
ひばりヶ丘駅（2012年5月）

### 鉄道
| 街区内の駅                       |
| -------------------------------- |
| 西武池袋線 - ひばりヶ丘駅(SI 13) |

町域北端に西武池袋線ひばりヶ丘駅がある。

### バス
西武バスが、ひばりヶ丘駅（南口）バス停より数多く発着している。住吉町域の多くはコミュニティバスであるはなバスがカバーしている。
- 境03・田42：田無駅・武蔵境駅行（谷戸経由）
- 田43・境04：田無駅・武蔵境駅行（ひばりが丘団地経由）
- 田44・境07：田無駅・武蔵境駅行（南沢五丁目経由）
- ひばり81：滝山営業所行（南沢五丁目経由）
- 鷹22：三鷹駅行（ひばりが丘団地経由）
- はなバス：保谷庁舎・東伏見駅行

### 道路
- 都道36号線
- 都道112号線（谷戸新道）

## 施設
- 東京都立保谷高等学校
- 西東京市立ひばりが丘中学校 - 2021年度にひばりが丘三丁目に移転（移転に伴い町域の一部は田無第二中学校区に変更）予定[8]。
- 西東京市立住吉小学校
- 西東京市立すみよし保育園
- 尉殿神社
- 寳晃院
- 東禅寺
- 住吉会館（ルピナス）
- 西友ひばりヶ丘店（所在は住吉町三丁目だが、谷戸町三丁目にもまたがって建っている）
- マルエツ保谷住吉店